# 道の駅茶処 和束
道の駅茶処 和束（みちのえき ちゃどころ わづか）は、京都府相楽郡和束町に存在した道の駅。
全国で最初に登録抹消となった道の駅である。

## 沿革
京都府相楽郡和束町南下河原の京都府道5号木津信楽線に京都府で最初に登録された道の駅であった。
- 閉駅年月日 : 2003年（平成15年）12月31日
- 登録抹消 : 2004年（平成16年）3月31日

## 施設
営業当時の設備等
- 開設時間
- 駐車場
  - 大型：4台
  - 普通車：20台
- トイレ
  - 男性：大・小 計3器
  - 女性：2器
- 休憩所
- 公衆電話
- レストラン
- 特産物販売

## 休館日
- 火曜
- 年末年始

## 周辺

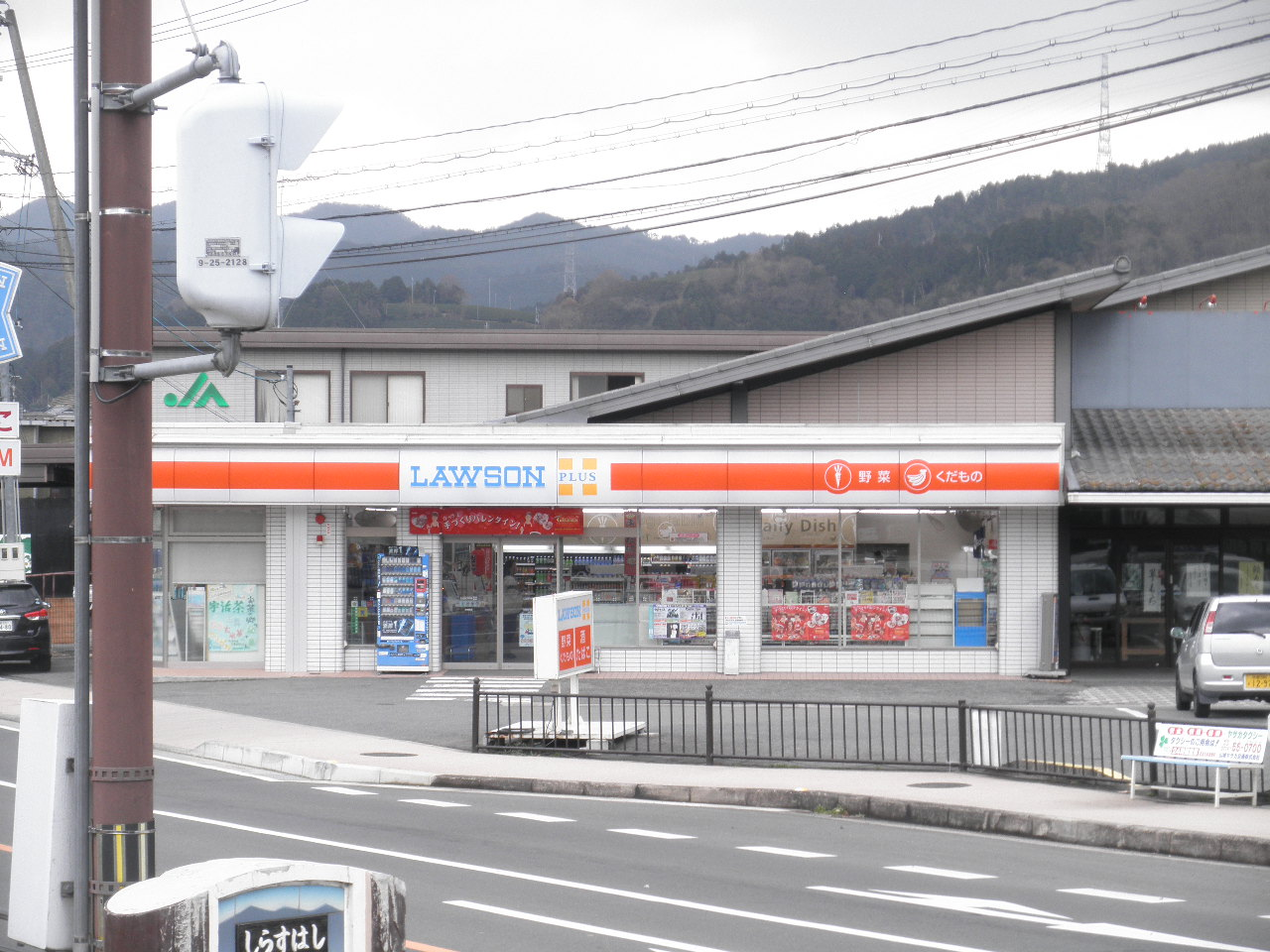
閉駅後も営業を続けるローソン和束南店

- 和束町役場
- 和束川
- ローソン
- 安積親王墓
- 京都府和束青少年山の家